# SD Laredo
SD Laredo is een Spaanse voetbalclub uit Laredo die jarenlang uitkwam in de Tercera División. In het seizoen 2019/20 behaalde de club een derde plaats en plaatste zich via de promotie play-offs voor de Segunda División B.  Na het overgangsseizoen van deze reeks, plaatste de ploeg zich vanaf seizoen 2021/22 voor de nieuwe reeks Segunda División RFEF, het vierde niveau van het Spaans voetbal.

## Bekende (ex-)spelers
- José Emilio Amavisca